# Кучерявець високий
Кучеря́вець висо́кий, тринія Китайбеля (Trinia kitaibelii) — багаторічна рослина родини окружкових, поширена в Румунії, Молдові, Україні, Росії.

## Опис
Багаторічна рослина висотою 40–50(100) см. Прикореневі листки з довгими черешками, двічі перисторозсічені на ниткоподібні, тонко загострені сегменти, 10–20(40) мм довжиною і 0.2–0.5 мм завширшки. Стебло ребристе, голе, злегка фіолетове, від основи або середини гіллясте. Квітконіжки при плодах ниткоподібні, більш-менш рівні. Промені зонтиків гладкі. Плоди 2–2.7 мм завдовжки, яйцеподібні, голі, блискучі, темно пофарбовані, з тупими, слабо-помітними, згладженими ребрами і широкими поглибленнями. 

## Поширення
Поширений у Європі й західній Азії.
В Україні зростає на сухих луках, схилах, рівнинних степах, на лісових галявинах — на більшій частині території (відсутній у північній частині та Криму).